# Victoria Justice

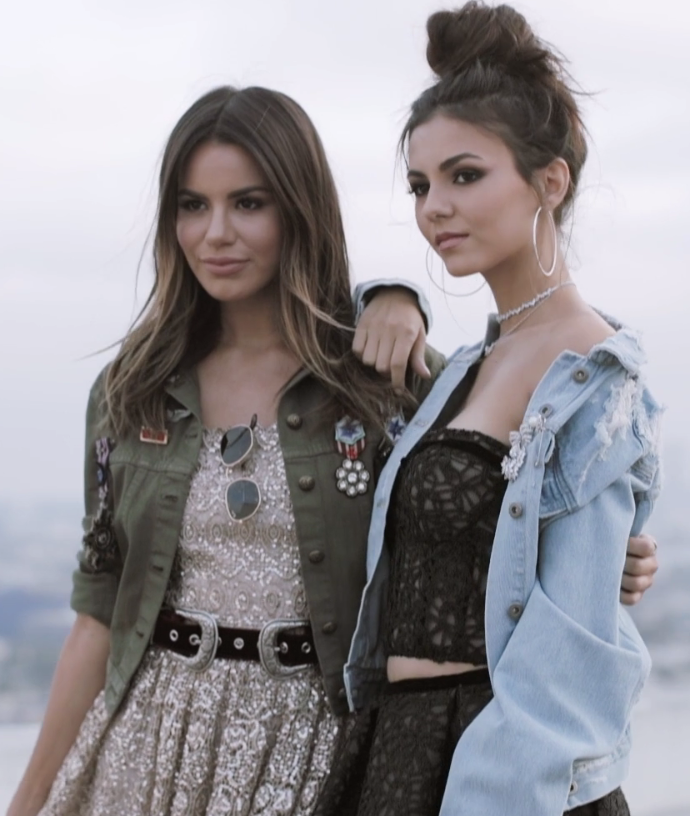
Madison i Victoria Justice (2018)

Victoria Dawn Justice (ur. 19 lutego 1993 w Hollywood na Florydzie) – amerykańska aktorka i piosenkarka, modelka, tancerka, autorka tekstów. Grała m.in. w serialach Zoey 101, Victoria znaczy zwycięstwo i Eye Candy.
Justice mieszka w Los Angeles. Ma młodszą siostrę, Madison Reed. Uczęszczała do Robert A. Millikan Middle School do 2007.

## Wczesne życie
Victoria Justice urodziła się 19 lutego 1993 w Hollywood na Florydzie. Jej ojciec, Zack Justice jest pochodzenia angielskiego, niemieckiego i irlandzkiego, a matka portorykańskiego.

## Kariera
W Zoey 101 Victoria Justice zagrała Lolę Martinez. Pojawiała się gościnnie w Nie ma to jak hotel w roli Rebeki. Występowała także w serialach telewizyjnych Kochane kłopoty i Everwood emitowanych na WB. Brała udział w programie Game With Fame na kanale Xbox Live grając w Guitar Hero III: Legends of Rock.
W 2008 wystąpiła w teledysku do piosenki Lost grupy muzycznej Menudo.
Gazeta Orlando Sentinel powiadomiła w sierpniu 2008, że Justice podpisała umowę z kanałem telewizyjnym Nickelodeon. Justice przez trzy lata grała główną rolę w serialu Victoria znaczy zwycięstwo.

## Filmografia

### Filmy
| Rok  | Nazwa                        | Rola          |
| ---- | ---------------------------- | ------------- |
| 2005 | When Do We Eat?              | Young Nikky   |
| 2005 | Mary                         | Stella        |
| 2005 | Silver Bells                 | Rose          |
| 2006 | The Garden                   | Holly         |
| 2006 | Unknown                      | Daughter      |
| 2009 | Spectacular                  | Tammi Dyson   |
| 2009 | The Kings of Appletown       | Betsy         |
| 2010 | Bestia z Wolfsberga          | Jordan Sands  |
| 2012 | Pierwszy raz                 | Jane Harmon   |
| 2012 | Fun Size. Szalone Halloween  | Wren DeSantis |
| 2012 | Get Squirrely                | Lola          |
| 2015 | Naomi and Ely's No Kiss List | Naomi         |
| 2017 | The Outcasts                 | Jodie         |
| 2018 | Bigger                       | Kathy Weider  |
| 2019 | Summer Night                 | Harmony       |
| 2021 | Trust                        | Brooke        |
| 2021 | Imprezowa dusza              | Cassie        |
| 2022 | Perfekcyjne połączenie       | Lola          |

### Telewizja
| Rok       | Nazwa                                                       | Rola            |
| --------- | ----------------------------------------------------------- | --------------- |
| 2003      | Kochane kłopoty                                             | Jill #2         |
| 2005      | Nie ma to jak hotel                                         | Rebecca         |
| 2005–2008 | Zoey 101                                                    | Lola Martinez   |
| 2006      | Everwood                                                    | Thalia Thompson |
| 2009      | The Naked Brothers Band                                     | ona sama        |
| 2009–2011 | iCarly                                                      | Shelby Marx     |
| 2009      | True Jackson                                                | Vivian          |
| 2010      | Brygada                                                     | Eris Fairy      |
| 2010–2013 | Victoria znaczy zwycięstwo                                  | Tori Vega       |
| 2010      | Pingwiny z Madagaskaru                                      | Stacy           |
| 2012      | Figure It Out                                               | ona sama        |
| 2013      | The Show with Vinny                                         | ona sama        |
| 2013      | Big Time Rush                                               | ona sama        |
| 2015      | Eye Candy                                                   | Lindy Sampson   |
| 2015      | Undateable                                                  | Amanda          |
| 2016      | Cooper Barrett's Guide to Surviving Life                    | Ramona Miller   |
| 2016      | The Rocky Horror Picture Show: Let's Do the Time Warp Again | Janet Weiss     |

## Dyskografia
| Victorious: Music from the Hit TV Show               | - Data: 2 sierpnia 2011 - Wydawca: Nickelodeon, Sony Music  | 5 |
| Victorious 2.0: More Music from the Hit TV Show      | - Data: 5 czerwca 2012 - Wydawca: Nickelodeon, Sony Music   | — |
| Victorious 3.0: Even More Music from the Hit TV Show | - Data: 6 listopada 2012 - Wydawca: Nickelodeon, Sony Music | — |
| "—" oznacza, że album nie był notowany.              |                                                             |   |

### Inspiracje
Za swoje największe inspiracje muzyczne Justice uważa artystów takich jak Madonna, Britney Spears, Pink, Sara Bareilles, The Jackson 5, The Beatles, Amy Winehouse, Lily Allen, Hall & Oates, Billy Joel, Carly Simon, Karen Carpenter, Elton John, Alanis Morissette, Carole King oraz Diana Ross.